# Christoph von Mettich

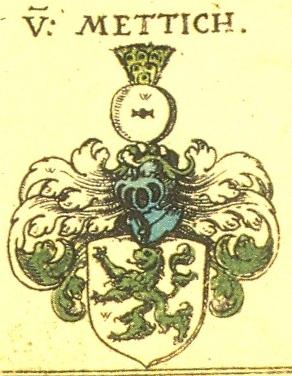
Stammwappen derer von Mettich

Christoph von Tschetschau, genannt Mettich (* um 1530 in Silbitz, Herzogtum Brieg; † 1605) war ein schlesischer Adliger, Untersilberkämmerer und Truchsess der Kaiser Maximilian II. und Rudolf II.

## Leben
Christoph von Tschetschau entstammte dem schlesischen Uradelsgeschlecht von Tschetschau, genannt Mettich. Sein Vater gleichen Namens war Herr auf Gut Silbitz bei Nimptsch im Herzogtum Brieg. Christoph von Mettich begann seine Laufbahn in jungen Jahren als Hofdiener auf zwei Pferden. Kaiser Maximilian II. ernannte ihn später zum Untersilberkämmerer sowie am 1. Juli 1575 zum Truchsess. Die gleichen Funktionen übte er unter dessen Nachfolger Kaiser Rudolf II. aus. Am 9. September 1605 wurde seinen Brüdern, dem kaiserlichen Kämmerer und Komtur des Souveräner Malteserordens Hans, Balthasar und Georg von Mettich der Freiherrenstand und eine Wappenbesserung verliehen. Das Freiherrendiplom erwähnt ihren vor wenigen Monaten verstorbenen Bruder Christoph von Mettich, der den Kaisern Maximilian II. und Rudolf II. 40 Jahre gedient habe. Ein weiterer Bruder war der Landeshauptmann des Fürstentums Oppeln Joachim von Tschetschaw genannt Mettich.